# 69 Herculis
69 Herculis, som är stjärnans Flamsteed-beteckning, är en dubbelstjärna i den mellersta delen av stjärnbilden Herkules, som också har Bayer-beteckningen e Herculis. Den har en kombinerad skenbar magnitud på ca 4,63 och är svagt synlig för blotta ögat där ljusföroreningar ej förekommer. Baserat på parallaxmätning inom Hipparcosuppdraget på ca 18,6 mas, beräknas den befinna sig på ett avstånd på ca 175 ljusår (ca 54 parsek) från solen. Den rör sig närmare solen med en heliocentrisk radialhastighet på ca –10 km/s.

## Egenskaper
Primärstjärnan 69 Herculis A är en blå till vit stjärna i huvudserien av spektralklass A2 V. Den har en massa som är ca 2,1 solmassor, en radie som är ca 2,2 solradier och utsänder ca 37 gånger mera energi än solen från dess fotosfär vid en effektiv temperatur på ca 9 100 K.
69 Herculis är en misstänkt variabel (VAR:), som varierar mellan visuell magnitud +4,60 och 4,66 och varierar utan någon fastställd periodicitet.
Följeslagaren, 69 Herculis B, är en stjärna av magnitud 8,68 med en vinkelseparation av 0,840 bågsekunder från primärstjärnan, år 2008. Röntgenstrålning har observerats från konstellationen och eftersom stjärnor av spektraltyp A inte förväntas vara röntgenkällor kommer denna strålning troligen från följeslagaren.